# Calera de León

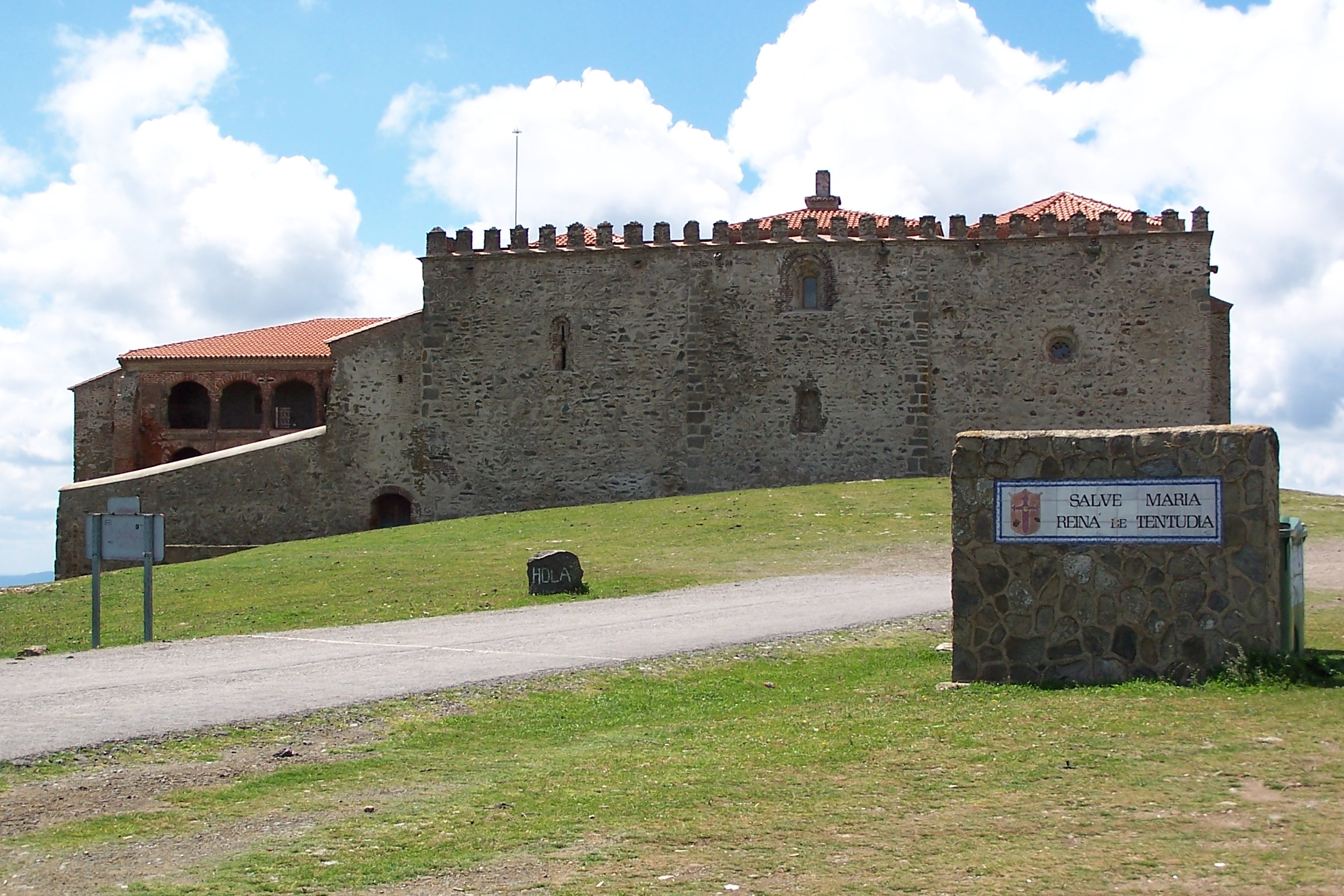

Calera de León é um município da Espanha na comarca de Tentudía, província de Badajoz, comunidade autónoma da Estremadura, de área 69,1 km². Em 2021 tinha 946 habitantes (densidade: 13,7 hab./km²). Pertence ao partido judicial de Zafra.

## Situação
O município está localizado em uma colina de 710 metros de altitude e sua área municipal está cheia de montanhas e colinas (a Sierra de Tentudía). Em seu termo municipal é o monte Tentudía, o mais alto na província de Badajoz, com 1 104 m de altitude. Está distante de Badajoz 126 km e de Sevilha, 101 km. 
Em outubro de 2007, a vila foi selecionada, juntamente com outras 19 cidades do Velho Continente, para fazer parte do documentário Povoações da Europa, o que faz dela uma das poucas cidades espanholas fazer parte desse projeto audiovisual, que a empresa alemã Colours Communication Group produz anualmente.

## História
Durante a dominação árabe chamou-se Al-Caxera, o que significa "branco", mas seu verdadeiro renome histórico começa em meados do século XIII.
Durante a Reconquista de Sevilha por Fernando III de Castela, o Santo, o monarca ordenou o mestre santiaguista Paio Peres Correia atacar um exército sarraceno que estava localizado nos portos dessas montanhas, lutando com ele uma batalha tão feroz, que a noite se aproximava sem decidir a vitória. Então o corajoso capitão gritou para a Virgem "Santa Maria pára o seu dia!", e diz a venerável tradição de que o sol estava no horizonte, como nos tempos bíblicos, para permitir que os cristãos desejassem triunfar. Em memória deste prodígio, o mestre ordenou que um templo fosse construído no topo da montanha mais alta, que foi erguida para a categoria de mosteiro pelo Papa Leão X em 1514, que era o chefe do Vicariato Tudía. Ele incluiu nove aldeias da região e abrigou um colégio de humanidades que, até o seu desaparecimento, em meados do século XIX, era o mais importante na Extremadura.
Da construção deste templo, que foi dotado de grandes aluguéis, e com a posterior construção do Convento Santiaguista, Calera de León tornou-se um dos centros mais importantes da Ordem de Santiago.
Até 1873 pertencia à diocese de San Marcos de Priorato de León, data a partir da qual passou para a jurisdição da diocese de Badajoz.
Na queda do Antigo Regime, a cidade é constituída em município constitucional na região de Estremadura. De 1834 foi integrado no partido judicial de Fuente de Cantos.  No censo de 1842 tinha 319 casas e 1 251 habitantes.

## Monumentos

### Mosteiro de Tentudía
Este trabalho é um importante conjunto arquitetônico de estilo gótico mudéjar catalogado como um recurso de interesse cultural nacional.
A Igreja foi elevada em um modesto templo anterior erguido em comemoração à mítica batalha da Tentudía. Deve ter sido composto de três naves, comunicadas através de filas de arcos de pedra, com uma capela quadrada na nave central e outras menores, unidas às colaterais. O fechamento seria resolvido com
uma capa de madeira simples, com uma estética mudéjar. No final do século XIV, duas capelas funerárias foram conectadas à cabeça, conectadas às naves colaterais por meio de um pequeno corredor onde podemos encontrar dois mestres da Ordem de Santiago: Gonzalo Mexías e Fernando Oxores. As capelas laterais remanescem retábulos de azulejos, depois do altar, representando um cavaleiro de Santiago em corcel branco, vestido com armadura, com espada na mão direita e bandeira no outro, deitado a seus pés inimigos derrotados em combate. Flanqueando a cena duas grandes árvores e é limitado por bordas com galhos e guirlandas. Na frente da mesa do altar, há um cartão com a imagem da Virgem e do Menino. A Capela de Santo Agostinho mostra em seu retábulo de cerâmica o Santo caracterizado como o Pai da Igreja, com uma mitra e uma equipe, segurando na mão direita a caneta do médico e à esquerda a igreja do fundador. O templo preside a bela imagem da Virgem da Tentudía, uma invocação de grandes raízes dentro e fora da área. É uma imagem do chamado "candelabro" cujo rosto mostra a harmonia da doçura com a majestade que artistas do século XVIII imprimiram em suas obras.
A parte mais interessante do mosteiro é o retábulo principal, feito em 1518 pelo famoso ceramista italiano baseado em Sevilha Niculoso Pisano, onde o estilo mudéjar é combinado em a rica harmonia de seu belo cor, sendo um dos conjuntos de cerâmica mais importantes da península. Suas dimensões são 3,4 m de altura por 2,65 m de largura com um total de 640 peças. O trabalho representa principalmente cenas marianas que destacam a delicada arte deste grande artista do Renascimento. No lado direito do altar ao lado de uma inscrição está o túmulo do fundador, Paio Peres Correia, coberto de azulejos com o mesmo design e estilo.
 
O claustro de estilo mudéjar simples e construído com tijolos, consiste em uma galeria em quatro secções com dois andares sobrepostos no fundo de quatro arcos e a metade superior com cinco pontos de intervalo médio reduzidos. O arcade é apoiado por pilares octogonais com base e capital. No centro há uma cisterna de grande capacidade. Nos lados da galeria são distribuídos os vários quartos, quartos sóbrios cobertos com tectos de madeira planos ou com abóbadas com nervuras. Também foi construída uma sacristia e uma tribuna, abertura das portas para comunicar a abside com as capelas funerárias, etc. Mais tarde, as três naves do templo foram substituídas, dando origem a uma única nave.

### Convento de Santiago

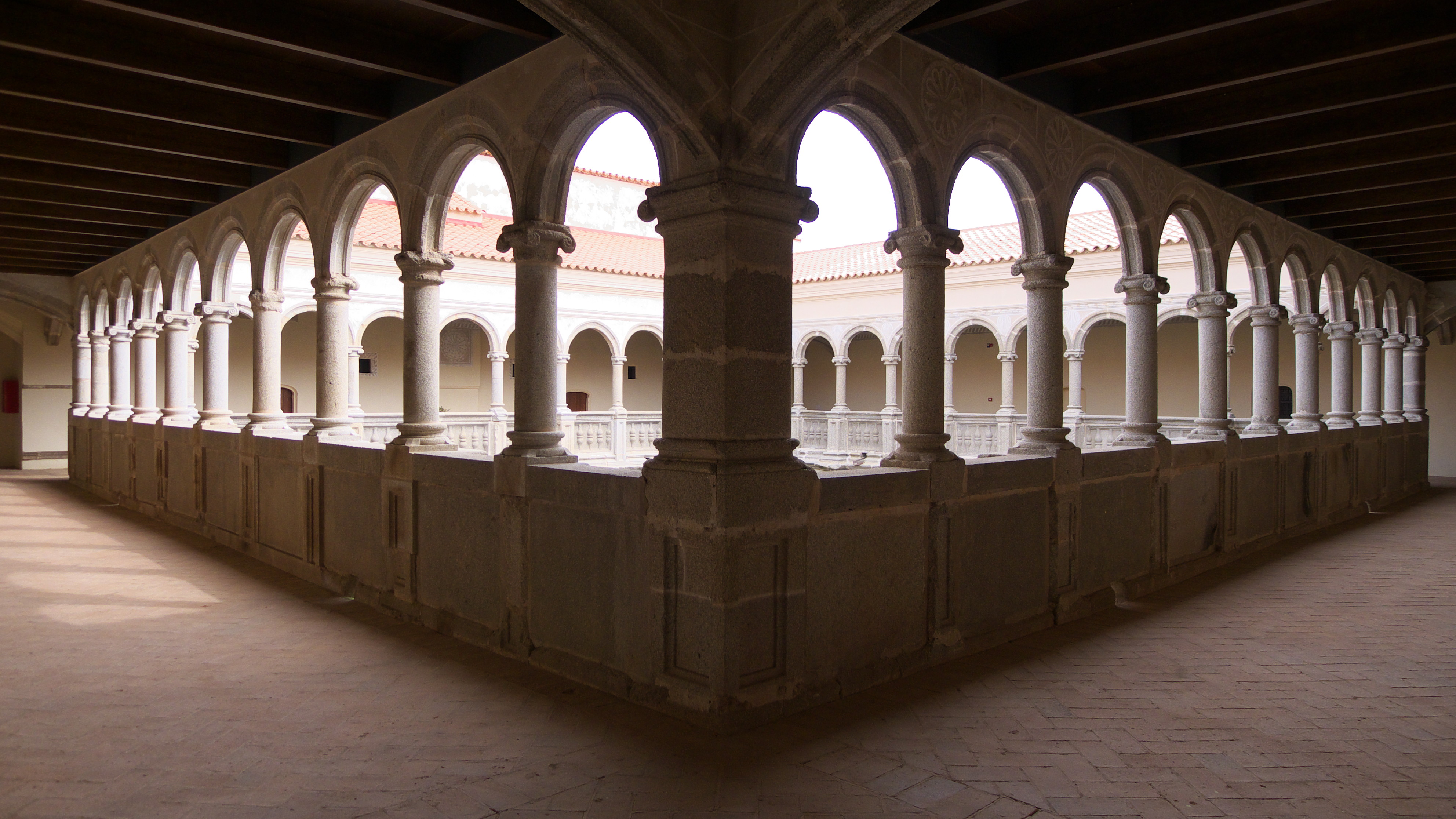
Claustro do Convento de Santiago

É uma construção de pedra granítica e alvenaria, feita no final do século XV, como a mais confortável residência confortável dos cavaleiros que viviam na Tentudía. Abrigou durante quarenta anos o Colégio de São Marcos de León que a Ordem se mudou da capital do antigo reino em 1562. Como o Mosteiro da Tentouria, o prédio foi declarado de interesse artístico histórico nacional desde 1931. Seu claustro de piso duplo é construído com pedra de granito e sua colunata e as cofres artísticas de seus salões e galerias mostram profusamente a beleza do estilo renascentista. De 1930 a 1934, este monumento de prestígio foi objeto de várias tentativas de desapropriação com a intenção de demonstrar suas pedras artísticas para serem transferidas para América.
Uma das suas estruturas mais importantes é o claustro, com um plano quadrado e dividido em dois pisos sobrepostos. O inferior é composto de arcos semicirculares, que descansam em pilares com pilastras orais e ornamentais anexadas. O fechamento desta é resolvido com abóbadas com nervuras. Os mais belos quartos monásticos estão localizados no piso térreo destacando o "Salão dos Capítulos ou Piñas" por apresentar as chaves dos nervos de seus cofres decorados com florons. Como decoração do conjunto, escudos santiaguistas e emblemas heráldicos são esculpidos.

#### Igreja de Santiago Apóstolo

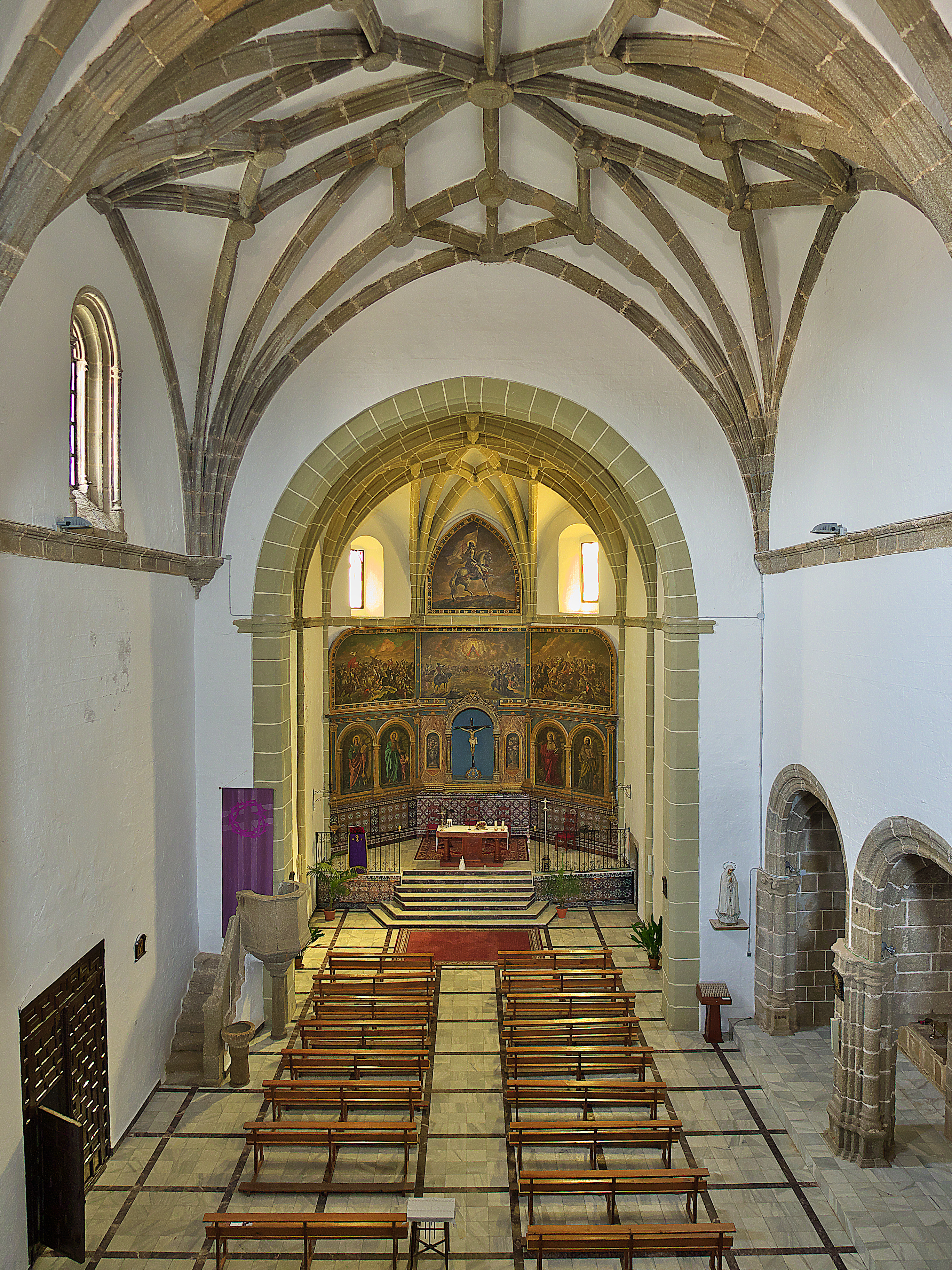
Igreja de Santiago Apóstolo

Anexado ao claustro fica a Igreja de Santiago Apóstol. Na sua alvenaria de construção, utilizava-se alvenaria de tijolo e pedra. Sua fachada é bastante irregular, apresentando uma composição volumétrica com uma escada em espiral, contrafortes traseiros e um campanário arquitetura barroca, do século XVIII.
É uma arquitetura gótica tardia no final do século XV, é uma nave única, muito espaçosa, com quatro nichos ao lado da Epístola, a sacristia e a capela batismal, hoje de Sagrario. É coberto com uma abóbada com nervuras na forma de uma estrela, cujos nervos descansam sobre pilastras constituídas por semicolunas anexadas. As capelas dos nichos têm abóbadas com nervuras em sua variedade de "espelho" em arcos semicirculares. A entrada principal do templo é o Renascimento, com quatro colunas toscanas e nichos vazios nas intercolunas, quatro flameros para coroar e tímpano arqueológico. A do lado do evangelho é gótica, delineada em um dintel, com dois quarteirões e um nicho vazio. O retábulo principal é composto por oito telas de Eduardo Acosta representando os quatro evangelistas, cenas da batalha da Tentudía, com a aparência da Virgem a Peres Correia, e a figura equestre do apóstolo Santiago coroou o grupo. O nicho é ocupado por uma escultura em madeira do Cristo Crucificado, datada na s. XVI, que foi restaurado. Nos vitrais podemos ver a flor de lis que representa o triunfo e a espada da Ordem de Santiago. O púlpito, localizado ao lado do arco principal, é feito de granito com um corpo octogonal que repousa sobre uma base de galão apoiada por um pilar do mesmo material. Ao pé da escada de acesso, há uma bacia de água benta de pedra granítica com pote galonado. Ao pé da nave está a tribuna que se ergue sobre um arco escarpado e uma abóbada com nervuras muito plana.
Durante a permanência dos frades do Convento de São Marcos (Leão) de Leão, a igreja se beneficiou de uma grande quantidade de móveis, equipamentos que eles trouxeram com eles, chegando a cinco órgãos.

### Eremitério Nossa Senhora das Dores
Está localizado à beira do centro da cidade a caminho de Tentudía. É concebido como um eremitério-humilhador, embora seja profundamente modificado, devido às intervenções sucessivas que foram praticadas ao longo dos séculos, na arquitetura barroca, acima de tudo. É de pequenas dimensões com uma única nave, coberta para o exterior com duas águas. O destaque, além de sua capa ou pé principal, é o tambor octogonal que fica na cabeceira da cama; fechado com uma cupulila. Esta cúpula é coberta com um temperamento do templo, coroada por um pequeno pináculo. A capa tem um ótimo valor plástico, inspiração clássica, bem como demonstram os elementos que a decoram. Uma vez disse uma rede de madeira que separava o presbitério ou a área mais sagrada da nave, ou o espaço do leito. O objetivo desta peça era proteger dos assaltos e saqueos frequentes, o espetáculo artístico e litúrgico do templo, localizado principalmente no referido presbitério. Os seus poyos internos são característicos como assentos ligados aos fundamentos das paredes.

## Demografia
| Variação demográfica do município entre 1991 e 2004 | Variação demográfica do município entre 1991 e 2004 | Variação demográfica do município entre 1991 e 2004 | Variação demográfica do município entre 1991 e 2004 |
| --------------------------------------------------- | --------------------------------------------------- | --------------------------------------------------- | --------------------------------------------------- |
| 1991                                                | 1996                                                | 2001                                                | 2004                                                |
| 1209                                                | 1159                                                | 1084                                                | 1062                                                |